# Serge Gainsbourg No 4
 (mars 2020).
Si vous disposez d'ouvrages ou d'articles de référence ou si vous connaissez des sites web de qualité traitant du thème abordé ici, merci de compléter l'article en donnant les références utiles à sa vérifiabilité et en les liant à la section « Notes et références ».
Albums de Serge Gainsbourg
L'Étonnant Serge Gainsbourg
(1961) 1963 Théâtre des Capucines
(1963)
Serge Gainsbourg No 4 est, comme son nom l'indique, le quatrième album de Serge Gainsbourg.
Ce dernier 25 cm est une œuvre de transition. Gainsbourg hésite sur ce disque. Sa « période bleue » (comme il la qualifiera plus tard) n'est pas encore achevée, ainsi le jazz prédomine encore (Quand tu t'y mets, Black trombone) et la musique classique n'est pas loin (Les Goémons).
Mais les rythmes latins l'attirent de plus en plus (Baudelaire, Les Cigarillos, Ce grand méchant vous) et le twist également (Requiem pour un twisteur et Intoxicated Man, hommage à peine voilé au Je bois de Boris Vian).
Finalement, un album où Gainsbourg cherche sa voie, mais qui se distingue par son éclectisme.

## Titres
Sur le LP d'origine, la face A comportait les titres 1 à 4 et la face B les titres 5 à 8. Au cours des rééditions suivantes, les titres 9 à 12 provenant de l'EP Vilaine fille, mauvais garçon sont intégrés à l'album. Par conséquent, les versions vinyles de l'album comportent en face A les titres 1 à 6 et la face B les titres 7 à 12. 
Toutes les chansons sont écrites et composées par Serge Gainsbourg, sauf indication contraire.
| No  | Titre                         | Paroles                                    | Durée |
| --- | ----------------------------- | ------------------------------------------ | ----- |
| 1.  | Les Goémons                   |                                            | 2:37  |
| 2.  | Black Trombone                |                                            | 2:36  |
| 3.  | Baudelaire                    | Le Serpent qui danse de Charles Baudelaire | 2:26  |
| 4.  | Intoxicated Man               |                                            | 2:35  |
| 5.  | Quand tu t'y mets             |                                            | 1:50  |
| 6.  | Les Cigarillos                |                                            | 1:46  |
| 7.  | Requiem pour un twisteur      |                                            | 2:38  |
| 8.  | Ce grand méchant vous         | Gainsbourg, Francis Claude                 | 2:20  |
| 9.  | Vilaine fille, mauvais garçon |                                            | 1:57  |
| 10. | L'appareil à sous             |                                            | 1:35  |
| 11. | La Javanaise                  |                                            | 2:31  |
| 12. | Un violon, un jambon          |                                            | 2:24  |

## Singles extraits de l'album
- 1962 : Les goémons / Black Trombone / Quand tu t'y mets
- 1962 : Requiem pour un twisteur / Ce grand méchant vous

## Singles hors album
- Janvier 1963 : Vilaine fille, mauvais garçon / L'appareil à sous / La Javanaise / Un violon, un jambon (sorti sous deux différentes pochettes)
- 1963 : Bandes originales des films Comment trouvez-vous ma sœur ? et Strip-tease